# Piercia subrufaria
Piercia subrufaria är en fjärilsart som beskrevs av W. Warren 1904. Piercia subrufaria ingår i släktet Piercia och familjen mätare. Inga underarter finns listade i Catalogue of Life.